# 国际列车
国际列车是在两个或多个国家通行的列车。

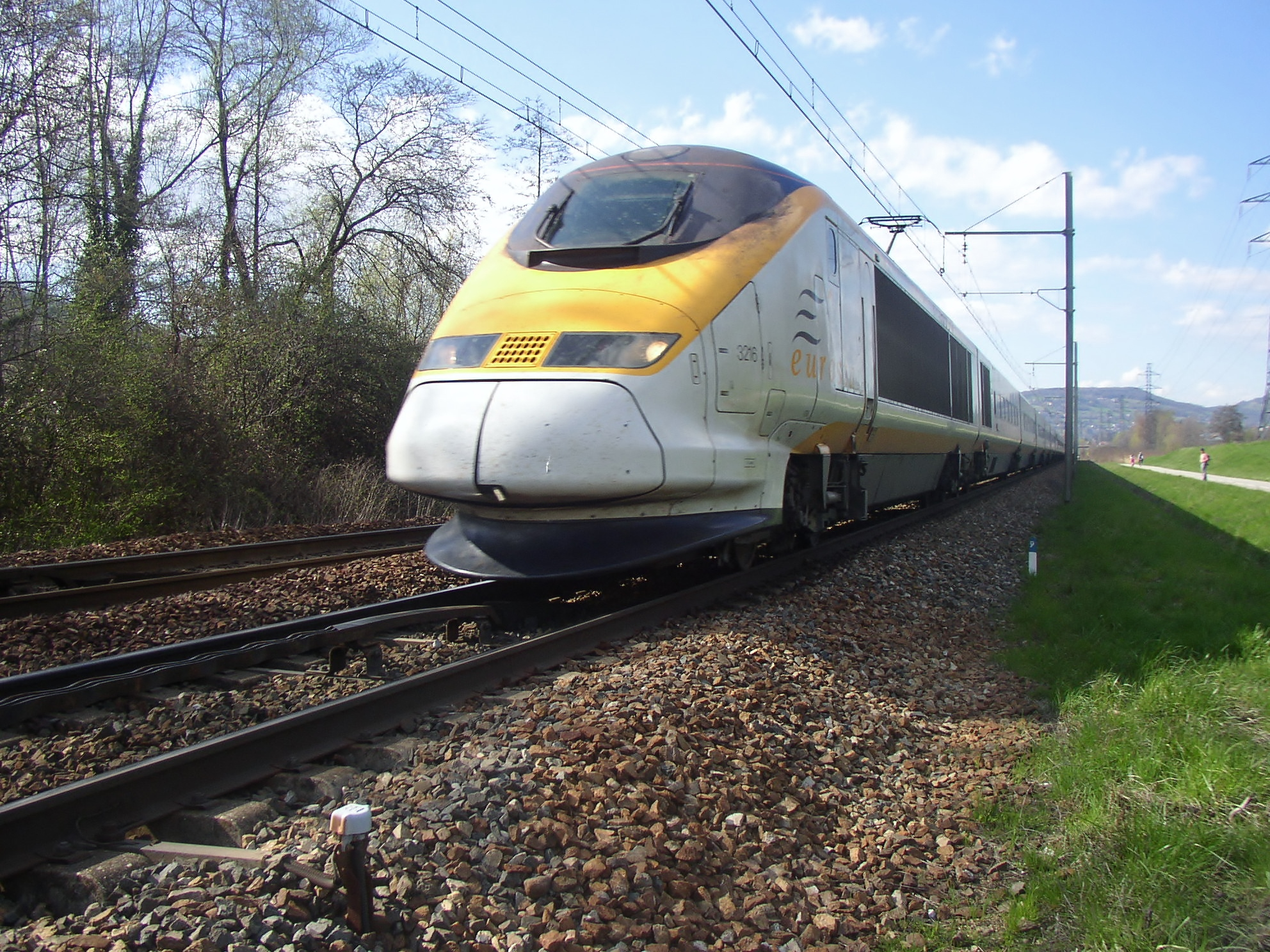
欧洲之星

欧洲、亚洲、非洲、北美等地都有國際列車。除非另有说明，以下提到的都是国际旅客列车。

## 特点

### 出入境管制
乘坐國際列車前通常需要办理出入境手续，不过申根区內的國家居民乘坐國際列車前往另一個申根區國家時不需要辦理出入境手續。出入境检查的方式有：
- 於邊境檢查：國際列車抵達邊境口岸後所有乘客下車接受離境邊防檢查，隨後步行或上車來到入境邊防檢查設施，再次下車接受入境邊防檢查，例子有往返中俄兩國的K3/4次列车；
- 於始發站/終點站分別檢查：乘客在始發站登車前接受離境邊防檢查，登車後無法於列車離境前下車或穿越至同一編組內部不跨越邊境的車廂（鐵路公司會確保跨境車廂與非跨境車廂間的通道處於封鎖狀態，並懸掛不准穿越的標識、派安保人員巡邏等），列車到達終點站後乘客下車接受入境邊防檢查，例子有京九直通車與滬九直通車；
- 一地兩檢：乘客在始發站登車前或終點站下車後同時接受離境與入境邊防檢查，例子有廣深港高鐵與美鐵喀斯科特號（英语：Amtrak Cascades）（兩者的區別在於，中國內地與香港均實施離境管制，因此從香港出發北上的乘客需在西九龍總站連續完成香港的離境檢查、內地的入境檢查後才可登車，同理從內地出發南下的乘客需在到達西九龍總站後連續完成內地的出境檢查、香港的入境檢查後才可進入香港；而由於美國和加拿大均無離境檢查，因此從美國境內登上美鐵喀斯科特號列車北上的乘客在抵達溫哥華太平洋中央車站後僅需通過加拿大入境檢查，而南下的乘客則需使用太平洋中央車站内的美國境外預先清關設施通过美國的入境檢查后才可登車。）

### 服务
由于国际列车跨越两个或两个以上的国家，因此具有浓郁的“国际风味”，车厢由不同国家的旅客组成，并使用两种或两种以上的语言播报。另外，在设有餐车的列车上，餐车会在中途站更换，每次列车更换国家时，可能会附加各个国家的餐车。

## 主要国际列车
由於全球爆發2019冠状病毒病疫情以及后来的俄乌冲突，大部分國際列車均已停運。詳情可以查看2019冠狀病毒病疫情全球反應與影響#國際铁路旅客列车班次调整。

### 欧洲
欧洲经济起步较早，铁路网络发达，运营着多种国际列车，包括高速列车、长途夜间列车、通勤列车以及地方铁路列车。

#### 高铁

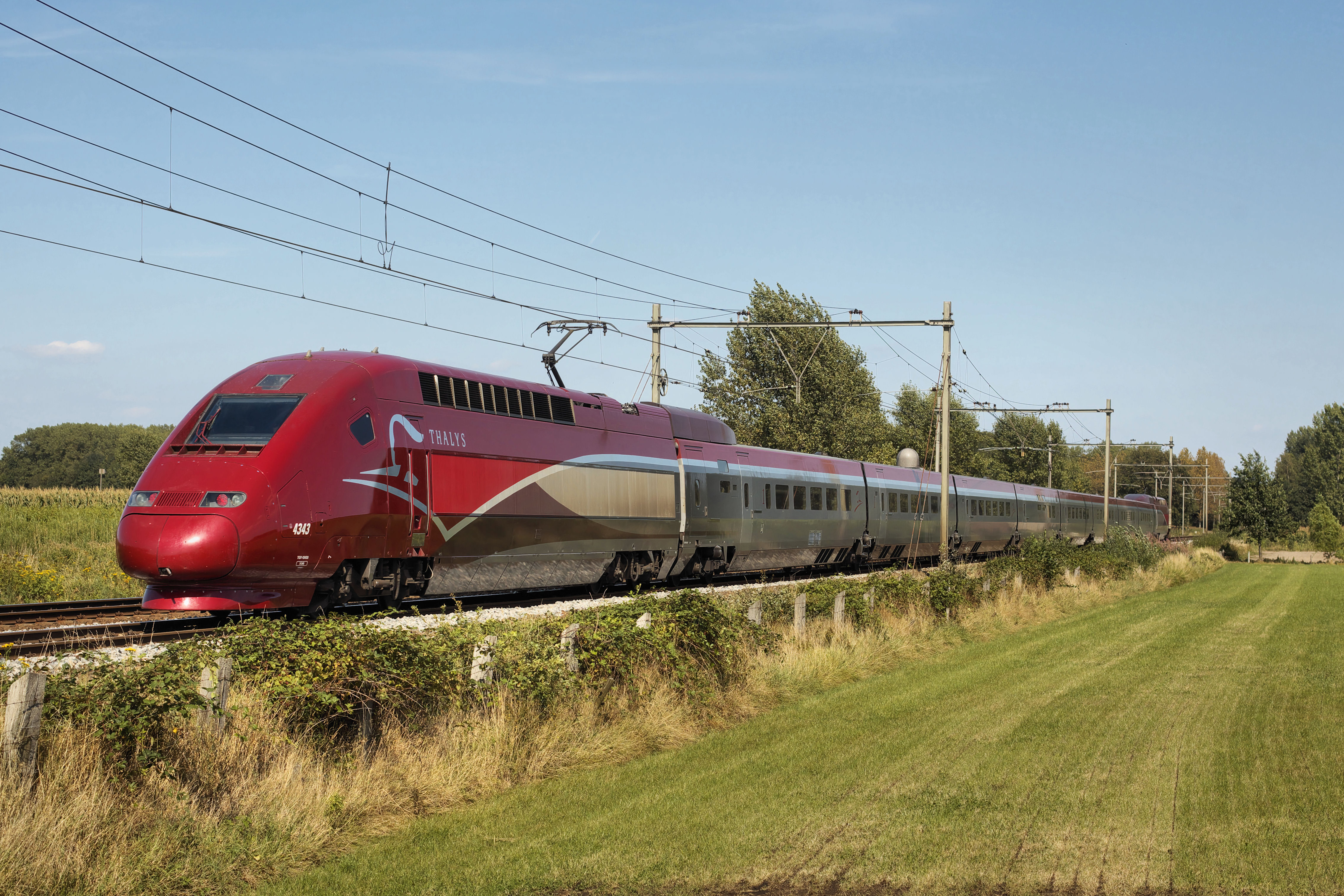
大力士

- 欧洲之星：伦敦（英国）-巴黎（法国）、布鲁塞尔（比利时）等。
- 大力士：巴黎-布鲁塞尔-阿姆斯特丹（荷兰）、科隆（德国）等。
- TGV、AVE、ICE部分线路

#### 其他长途列车

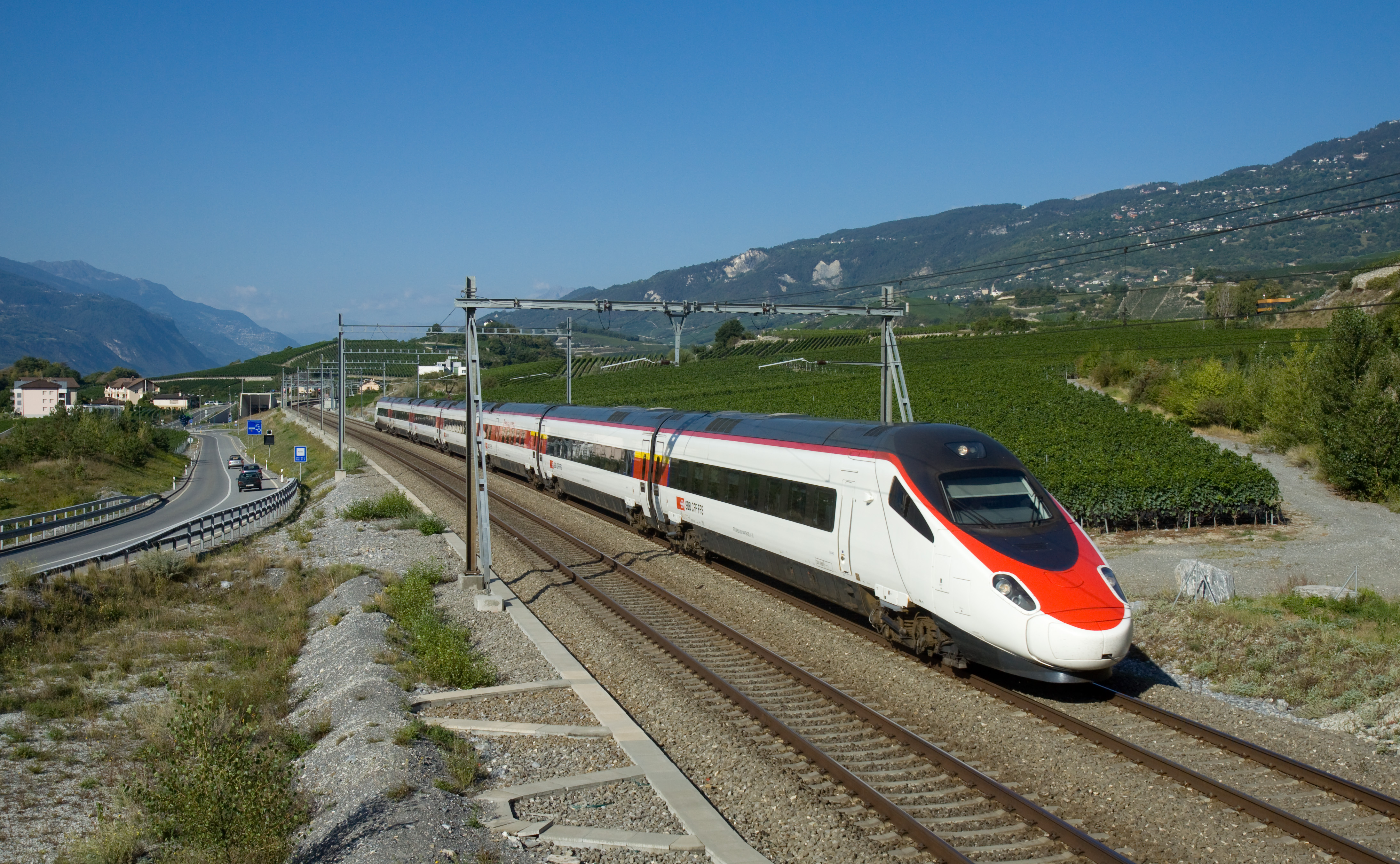
欧城列车

- 齐萨尔皮诺：威尼斯（意大利）-日内瓦、巴塞尔（瑞士）等。
- 比荷卢列车：阿姆斯特丹-布鲁塞尔
- 锐捷列车：慕尼黑（德国）-维也纳（奥地利）-布达佩斯

#### 其他
- 坦多线（意法边境）
- 巴塞尔大都市区的S-Bahn（瑞士、德国、法国）

此外，曾经运营但现已停运或运营模式变更的国列运营商包括国際寝台車会社（Wagon Re）、米罗巴公司、泛欧快车以及東方快車。

### 前苏联 → 俄罗斯
截至2024年1月1日，所有由莫斯科市或聖彼得堡市來往歐洲各大城市之間的國際列車正處在停運狀態
- 跨欧快车：巴黎-柏林（德国） -华沙（波兰） -莫斯科（白俄罗斯站）（每周1次往返）
- 尼斯（法国）--维也纳--华沙（中央站/东站）--莫斯科（白俄罗斯站）（每周1次往返）
- 华沙-明斯克（白俄罗斯）-莫斯科（白俄罗斯站）（每周3次往返）
- 伏尔塔瓦河：布拉格（捷克）--华沙（中央车站/东站）--莫斯科（白俄罗斯站）
- 快板号列车：赫尔辛基（芬兰） -圣彼得堡-莫斯科（列宁格勒站）
- 乌兹别克斯坦：莫斯科（喀山火车站）-塔什干（乌兹别克斯坦）
- 哈萨克斯坦：莫斯科（帕维列茨站）-阿拉木图（哈萨克斯坦）

### 东亚
注：自2020年2月5日起，为配合2019新型冠状病毒疫情相关防疫工作，K3/4次和K19/20次列车以及所有直特、特快、快速旅客列车均已停运，仅剩中老国际列车以及少量恢复的中蒙、中俄、中越、中哈国际列车仍在运作。2025年上半年，K3/4次列车使用一组25G型列车进行试运行，故不排除K3/4次列车近期恢复运行的可能。

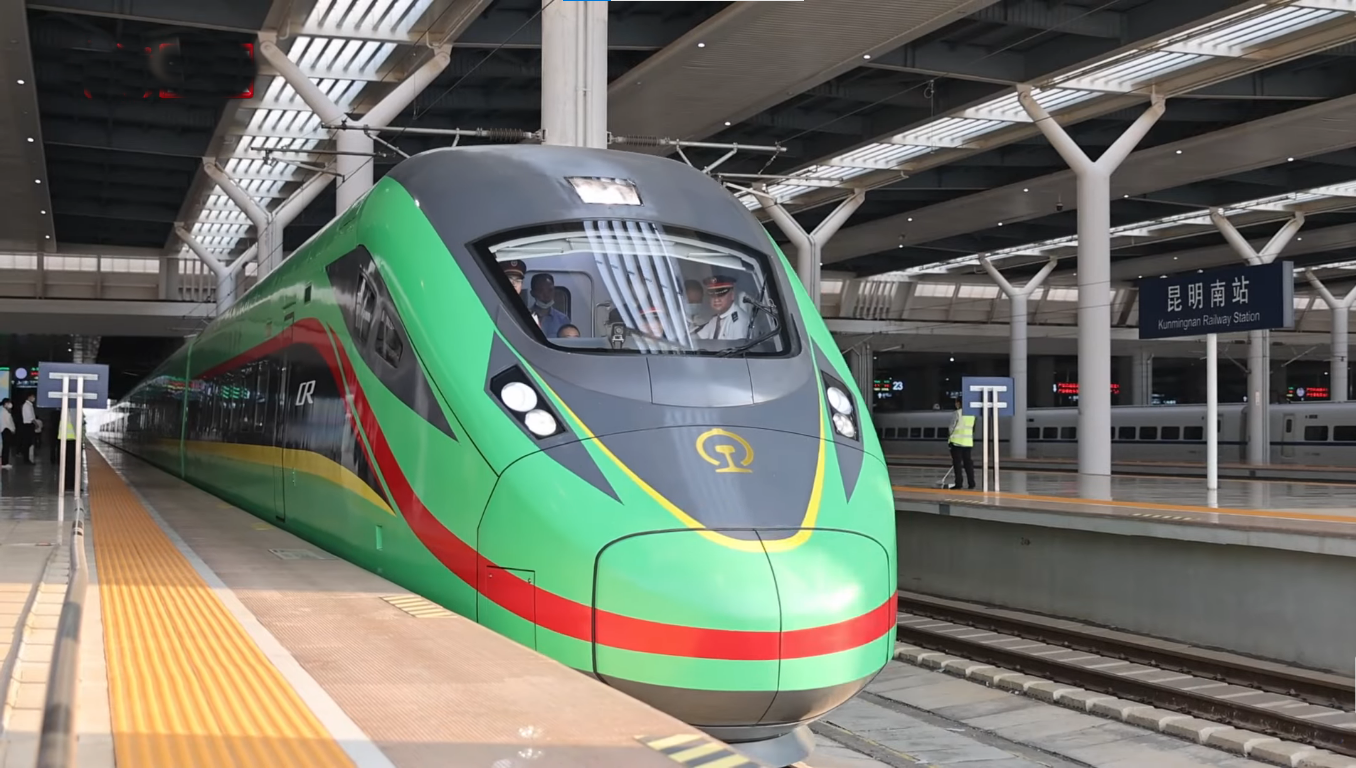
昆万动车组列车

- 4652/4653、4654/4651次列车：呼和浩特-乌兰巴托
- K3/4次列车：北京（中国）-乌兰巴托（蒙古）-莫斯科（雅罗斯拉夫斯基火车站）
- K23/24次列车：北京-乌兰巴托
- K19/20次列车：北京-满洲里-莫斯科
- K27/28次列车：平壤（朝鲜民主主义人民共和国）--北京
- 平壤-哈山-莫斯科（单独车厢，在俄罗斯境内部分时候加挂于K19/20次列车）
- Z5/6次列车/T8701/8702次列车：北京-南宁-河内（越南）
- K9795/9796次列车：乌鲁木齐南（中国新疆维吾尔自治区）-阿拉木图（哈萨克斯坦）
- K9797/9798次列车：乌鲁木齐南（中国新疆维吾尔自治区）-阿斯塔纳（哈萨克斯坦）
- K7023/7024次列车：海参崴/伯力（俄罗斯）-哈尔滨东。
- D85/86次列车：昆明－万象
- D87/88次列车：昆明南－万象
- Y29/30次列车：西安（中国陕西省）-阿拉木图（哈萨克斯坦）（霍尔果斯站以东使用25T型客车，霍尔果斯站（含）以西需换乘至25G型客车。）

### 东南亚
在东南亚，有一条从泰国通往新加坡的铁路，国际列车在这条路线上运行。
- 曼谷（泰国）-吉隆坡（马来西亚）-新加坡

以下国际列车由泰国国铁运营，每天两班往返。
- 廊开站（泰国）-坎萨瓦站（老挝）

### 南亚
- 加尔各答（印度）-达卡（孟加拉国）
- 拉合尔（巴基斯坦）-阿姆利则（印度）

### 西亚
土耳其、伊朗和叙利亚之间有開通國際列車。土耳其还于2017年开通了与阿塞拜疆和格鲁吉亚两个国家的BKT铁路，南高加索地区也有國際列車。

### 非洲
- 达喀尔（塞内加尔）-巴马科（马里）：達卡—尼日鐵路
- 达累斯萨拉姆（坦桑尼亚）-卡皮里姆波希（赞比亚）：坦贊鐵路[3][4])
- 阿比让（科特迪瓦）-瓦加杜古（布基纳法索）：阿比让—瓦加杜古铁路

### 北美
美国和加拿大之间有几趟国际列车 。
- 纽约（美国纽约）-蒙特利尔（加拿大魁北克）：“阿迪朗达克”
- 纽约-多伦多（加拿大安大略省）：“枫叶”
- 西雅图（美国华盛顿）-温哥华（加拿大不列颠哥伦比亚）：“Amtrak Cascades”

### 南美洲
有几趟国际列车通行於阿根廷和智利等國之间。
- 塔克纳（ Tacna，秘鲁） -阿里卡（智利，智利第一区）： 塔克纳-阿里卡（英语：Tacna–Arica railway）
- 皮拉尔（阿根廷布宜诺斯艾利斯省）-蒙得维的亚（乌拉圭蒙得维的亚省）：“Tren de los Pueblos Libres（英语：Tren de los Pueblos Libres）”（自由人列车）

其他已不再運營的国际列车包括：
- 布宜诺斯艾利斯（阿根廷，联邦首都特区）-亚松森（巴拉圭，大都会特区）：布宜诺斯艾利斯-波萨达斯（阿根廷米西奥内斯省），于 1993 年停運
- 萨尔塔（阿根廷萨尔塔） -安托法加斯塔（智利安托法加斯塔）：“Tren a las Nubes”
- 阿里卡（智利，智利第一区）--拉巴斯（玻利维亚拉巴斯省）：阿里卡-拉巴斯
- 洛斯安第斯（瓦尔帕莱索，智利） -门多萨（门多萨，阿根廷）：跨安第斯铁路
- 圣保罗（巴西圣保罗） -蒙得维的亚（乌拉圭蒙得维的亚）

## 脚注
1. ↑  . www.russiantrain.com. 俄羅斯.   [2024-01-01]. （原始内容存档于2024-03-02） （英语）.
2. ↑  .   [2020-02-05]. （原始内容存档于2020-02-05）.
3. ↑  . CNN. 2014-11-12  [2018-06-23]. （原始内容存档于2022-04-27）.
4. ↑  . ハフポスト. 2015-10-27  [2018-06-23]. （原始内容存档于2017-08-14）. 外部链接存在于|title= (帮助)